# Soldiers of Anarchy
Soldiers of Anarchy (с англ. — «Солдаты анархии», сокращенно SoA) — компьютерная стратегическая игра, разработанная компанией Silver Style Entertainment и изданная JoWooD Productions; издателем и локализатором игры на территории России является компания «Руссобит-М».

## Игровой процесс
| Сводный рейтинг       | Сводный рейтинг      |
| Агрегатор             | Оценка               |
| --------------------- | -------------------- |
| GameRankings          | 72,64 %              |
| Metacritic            | 73 / 100 (9 обзоров) |
| MobyRank              | 77 / 100             |
| Иноязычные издания    |                      |
| Издание               | Оценка               |
| AllGame               | [ 4 ]                |
| CVG                   | 7,4 / 10             |
| GameSpot              | 8,1 / 10             |
| IGN                   | 8,0 / 10             |
| Русскоязычные издания |                      |
| Издание               | Оценка               |
| Absolute Games        | 80 %                 |
| «Домашний ПК»         | [ 9 ]                |
| «Игромания»           | 7,5 / 10             |
| «Страна игр»          | 7,0 / 10             |

Игра является стратегией в реальном времени с элементами RPG. Всего предусмотрено 13 миссий с двумя сюжетными ответвлениями. По мере выполнения заданий бойцы, участвующие в операциях, получают опыт (условные звания) и возможность улучшать различные навыки (лёгкое/тяжёлое оружие, стрельба из снайперской винтовки, работа с минами и взрывчаткой и другие). У отряда имеется собственная база, с которой постоянно поддерживается радиосвязь. Между миссиями игрок занимается ремонтом техники, лечением солдат, обменивает военные трофеи у торговцев, выбирает оружие для следующего задания и прочее.
В операциях против бандитов можно захватывать или находить полезные объекты: военную технику, автомобили, оружие, боеприпасы, вертолёты, а в некоторых заданиях самолёты. В Soldiers of Anarchy используются смена дня и ночи, погодных условий, разрушаемость объектов, иногда можно встретить диких и домашних животных. В рецензиях на игру также отмечался высокий уровень проработки взрывов.
Также предусмотрен редактор карт.

## Сюжет
Игра начинается спустя 10 лет после появления на Земле искусственно созданного вируса SGDS и вызванной им эпидемии, унёсшей жизни почти всех людей. В результате глобальной катастрофы в живых остались только те небольшие группы, которые успели укрыться в бункерах.
В Soldiers of Anarchy игрок управляет одной из таких групп, которая после долгого ожидания решила выбраться на поверхность и найти других выживших. Они обнаруживают совершенно другой мир, в котором царит хаос. Небольшой отряд, руководимый игроком, попытается помочь выжившим после катастрофы и узнать тайну происхождения вируса.
Выбравшись на поверхность из бункера отряд сразу сталкивается с деталями постапокалипсиса — малонаселённостью, господством банд, торговлей людьми, меновой торговлей предметами из доапокалиптического времени. В последнем с отрядом начинает сотрудничать один из местных торговцев. К тому же отряд периодически натыкается на людей, говорящих о похищениях людей некими «призраками». Вскоре отряд выходит на торговую гильдию, которая сообщает о научной организации, пытающейся установить причины распространения вируса и найти вакцину. Разбив осаждающую учёных банду отряд получает информацию о некоей могущественной секте, якобы выпустившей опасный вирус. Уже в первых столкновениях с сектантами становится ясно, что они далеко продвинулись в развитии военных технологий, имея в наличии хорошо вооружённых киборгов. Игроку предстоит сделать выбор — разбить воинственную секту или присоединиться к ней для поиска информации и виновников распространения вируса.
Уже в первой миссии можно управлять группой из 4-х человек, но по мере развития сюжета к ней присоединяются новые бойцы. Всего для выполнения миссии можно взять до 10 солдат и до 10 единиц техники. Большинство задач в SoA решается с помощью оружия. Поскольку промышленности в постапокалиптическом мире не существует, в игре практически нет и футуристических технологий. Почти вся используемая техника, оружие и амуниция — старые, оставшиеся от «прежнего» мира.